# Brisbane Roar FC
El Brisbane Roar FC és un club de futbol d'Austràlia que està situat a la ciutat de Brisbane, estat de Queensland. Competeix a l'A-League, màxim campionat professional del país.
Des del 2005 fins al 2009 es va conèixer al club com Queensland Roar FC, i després de l'aparició del North Queensland Fury FC i del Gold Coast United FC (dos equips de l'estat de Queensland) va decidir modificar el seu nom pel de Brisbane Roar.

## Història
Després de l'anunci de la creació d'un nou campionat de lliga, conegut com A-League, diversos empresaris de la ciutat de Brisbane van decidir impulsar la candidatura d'un equip que disputés la màxima competició. El consorci que encapçalava la proposta es deia Queensland Lions Soccer Club, nom inspirat en un club que va jugar a la National Soccer League des del 1977 fins al 1988. Al març del 2005 l'empresa va ser una de les vuit escollides per dirigir una franquícia de la nova lliga.
Inicialment l'equip es va anomenar Queensland Roar, i amb aquest nom va jugar les primeres quatre temporades de la lliga. Després de realitzar un paper mediocre en les seves dues primeres temporades (sisè i cinquè lloc), el Roar va saber reforçar-se contractant a jugadors com Craig Moore (Newcastle United) i Danny Tiatto (Leicester City) entre d'altres, amb els quals aspirar a quotes més altes. A la temporada 2007-08 va acabar quart i va arribar a la final preliminar pel títol, per caure davant dels eventuals vencedors Newcastle United Jets FC. El 2009 va acabar tercer, corrent la mateixa sort en la fase final. Però va aconseguir guanyar l'A-League 2010-11 i 2011-12.

## Uniforme
- Uniforme titular: Samarreta taronja, pantalons granes i mitjons taronges.
- Uniforme alternatiu: Samarreta blanca, pantalons taronges i mitjons blancs.

Durant les primeres temporades l'uniforme era samarreta taronja i pantalons blaus, en homenatge als orígens holandesos del Queensland Lions, encara que el Brisbane Roar no hi té cap vincle ètnic. De fet, el Brisbane Roar manté senyals d'identitat de l'antiga franquícia com el lleó de l'escut.
L'empresa Reebok s'encarrega dels dissenys de l'equipació, mentre que el patrocinador és The Coffee Club, una franquícia australiana de cafeteries.

## Estadi
El Brisbane Roar disputa els seus partits com a local a l'estadi Lang Park, conegut per raons de patrocini com Suncorp Stadium. A més d'albergar partits de futbol, fa de camp de rugbi. Disposa d'una capacitat de 52.500 espectadors.

## Palmarès
- A-League (3): 2010-11,[4] 2011-12,[5] 2013-14[6]